# Белгија на Европском првенству у атлетици на отвореном 2016.
Белгија је учествовала на 23. Европском првенству у атлетици на отвореном 2016. одржаном у Амстердаму од 6. до 10. августа. Ово је било двадест треће Европско првенство у атлетици на отвореном на којем је Белгија учествовала, односно учествовала је на свим првенствима до данас. Репрезентацију Белгије представљало је 30 спортиста (19 мушкараца и 11 жена) који су се такмичили у 21 дисциплини (12 мушких и 9 женских).
У укупном пласману Белгија је са три освојене медаље (2 златне и 1 сребрна) заузела 10. место. Осим тога остварен је најбољи европски резултат сезоне, један национални резултат сезоне и четири најбоља лична резултата сезоне. У табели успешности према броју и пласману такмичара који су учествовали у финалним такмичењима (првих 8 такмичара) Белгија је са 9 учесника у финалу заузела 13. место са 45 бодова.
| Пл. | Земља   | 1. место | 2. место | 3. место | 4. место | 5. место | 6. место | 7. место | 8. место | Бр. фин. | Бодови |
| --- | ------- | -------- | -------- | -------- | -------- | -------- | -------- | -------- | -------- | -------- | ------ |
| 7.  | Белгија | 2-16     | 1-7      | 0        | 3-15     | 1-4      | 0        | 1-2      | 1-2      | 9        | 45.    |

## Освајачи медаља (3)

### Злато
- Томас ван дер Плецен — Десетобој
- Жилијен Ватрен, Жонатан Борле, Дилан Борле 
 Кевин Борле, Робин Вандербемден* — 4 х 400 м

### Сребро
- Филип Миланов — Бацање диска

## Учесници
| Мушкарци: - Робин Вандербемден — 200 м, 4 х 400 м - Кевин Борле — 400 м, 4 х 400 м - Жонатан Борле — 400 м, 4 х 400 м - Жилијен Ватрен — 400 м, 4 х 400 м - Арон Ботерман — 800 м - Ајзак Кимели — 1.500 м - Питер Калахан — 1.500 м - Ismael Debjani — 1.500 м - Soufiane Bouchikhi — 10.000 м, Полумаратон - Арно Гисле — 400 м препоне - Michaël Bultheel — 400 м препоне - Jeroen D'Hoedt — 3.000 м препреке - Дилан Борле — 4 х 400 м - Арно Ар — Скок мотком - Ben Broeders — Скок мотком - Филип Миланов — Бацање диска - Томас ван дер Плецен — Десетобој - Нилс Питомвилс — Десетобој - Ханс ван Алпен — Десетобој | Жене: - Оливија Борле — 200 м - Рене Ејкенс — 800 м - Луиз Картон — 5.000 м - Алменш Белете — 10.000 м - Ан Загре — 100 м препоне - Nenah De Coninck — 400 м препоне - Axelle Dauwens — 400 м препоне - Нафисату Тијам — Скок увис - Фани Сметс — Скок мотком - Клое Хенри — Скок мотком - Жолијен Боумкво — Бацање кугле |  |

## Резултати

### Мушкарци
| Атлетичар           | Дисциплина       | Лични рекорд | Квалификације   | Квалификације | Полуфинале           | Полуфинале           | Финале                | Финале       | Детаљи |
| Атлетичар           | Дисциплина       | Лични рекорд | Резултат        | Место         | Резултат             | Место                | Резултат              | Место        | Детаљи |
| ------------------- | ---------------- | ------------ | --------------- | ------------- | -------------------- | -------------------- | --------------------- | ------------ | ------ |
| Робин Вандербемден  | 200 м            | 20,83        | 21,17           | 6. у гр. 3    | Није се квалификовао | Није се квалификовао | Није се квалификовао  | 27 / 35      |        |
| Кевин Борле         | 400 м            | 44,56        |                 |               | 45,26 КВ             | 1. у гр. 1           | 45,60                 | 4 / 32       |        |
| Жонатан Борле       | 400 м            | 44,43 НР     | 47,45           | 6. у гр. 2    | Није се квалификовао | Није се квалификовао | Није се квалификовао  | 27 / 32      |        |
| Жилијен Ватрен      | 400 м            | 45,64        | 46,10 КВ        | 2. у гр. 1    | 45,76                | 6. у гр. 2           | Нису се квалификовали | 19 / 32      |        |
| Арон Ботерман       | 800 м            | 1:46,17      | 1:48,35 кв      | 6. у гр. 3    | 1:49,92              | 6. у гр. 1           | Нису се квалификовали | 14 / 29 (30) |        |
| Ајзак Кимели        | 1.500 м          | 3:38,89      | 3:41,25 кв      | 4. у гр. 1    |                      |                      | 3:47,92               | 9 / 35 (37)  |        |
| Питер Калахан       | 1.500 м          | 3:37,87      | 3:41,75         | 4. у гр. 1    | Није се квалификовао | 13 / 35 (37)         |                       |              |        |
| Ismael Debjani      | 1.500 м          | 3:38,07      | 3:42,62 КВ      | 1. у гр. 2    | 3:49,12              | 11 / 35 (37)         |                       |              |        |
| Soufiane Bouchikhi  | 10.000 м         | 28:11,04     |                 |               |                      |                      | 29:03,74              | 8 / 11 (12)  |        |
| Soufiane Bouchikhi  | Полумаратон      | 1:03:45      | 1:05:31         | 28 / 84 (92)  |                      |                      |                       |              |        |
| Арно Гисле          | 400 м препоне    | 50,17        | 53,96           | 5. у гр. 1    | Није се квалификовао | Није се квалификовао | Није се квалификовао  | 38 / 39 (40) |        |
| Michaël Bultheel    | 400 м препоне    | 49,04        |                 |               | 49,72                | 5. у гр. 2           | Нису се квалификовали | 15 / 39 (40) |        |
| Jeroen D'Hoedt      | 3.000 м препреке | 8:30,03      | 8:42,75         | 7. у гр. 2    |                      |                      | Нису се квалификовали | 17 / 24 (26) |        |
| Жилијен Ватрен      | 4 х 400 м        | 2:59,86 НР   | 3:03,15 КВ, НРС | 1. у гр. 2    | 3:01,10 ЕРС          |                      |                       |              |        |
| Жонатан Борле       | 4 х 400 м        | 2:59,86 НР   | 3:03,15 КВ, НРС | 1. у гр. 2    | 3:01,10 ЕРС          |                      |                       |              |        |
| Дилан Борле         | 4 х 400 м        | 2:59,86 НР   | 3:03,15 КВ, НРС | 1. у гр. 2    | 3:01,10 ЕРС          |                      |                       |              |        |
| Кевин Борле         | 4 х 400 м        | 2:59,86 НР   | 3:03,15 КВ, НРС | 1. у гр. 2    | 3:01,10 ЕРС          |                      |                       |              |        |
| Робин Вандербемден* | 4 х 400 м        | 2:59,86 НР   | 3:03,15 КВ, НРС | 1. у гр. 2    | 3:01,10 ЕРС          |                      |                       |              |        |
| Арно Ар             | Скок мотком      | 5,65         | 5,50 кв         | 5. у гр. Б    | 5,30                 | 11 / 27 (29)         |                       |              |        |
| Ben Broeders        | Скок мотком      | 5,61         | 5,35 кв         | 7. у гр. А    | 5,50                 | 4 / 27 (29)          |                       |              |        |
| Филип Миланов       | Бацање диска     | 67,26 НР     | 64,53           | 2. у гр. Б    | 65,71                |                      |                       |              |        |

- Такмичар у штафети обележен звездицом трчао је у квалификацијама.

#### Десетобој
| Атлетичар            | Дисциплина | 100 м | Даљ  | БКу       | Вис      | 400 м     | 110 м пр. | Диск  | СМ    | БКо   | 1.500 м | Укупно | Пласман | Белешка |
| -------------------- | ---------- | ----- | ---- | --------- | -------- | --------- | --------- | ----- | ----- | ----- | ------- | ------ | ------- | ------- |
| Нилс Питомвилс       | Резултат   | 11,18 | 7,15 | 13,79     | 1,98     | 50,01 ЛРС | НЗ        | 40,42 | НС    |       |         |        | НЗ      |         |
| Нилс Питомвилс       | Бодови     | 821   | 850  | 715       | 785      | 814       | 0         | 673   | 0     |       |         |        | НЗ      |         |
| Томас ван дер Плецен | Резултат   | 11,23 | 7,64 | 13,17     | 2,10 ЛРС | 50,50     | 14,64     | 44,32 | 5,40  | 57,23 | 4:37,84 | 8.218  |         |         |
| Томас ван дер Плецен | Бодови     | 810   | 970  | 678       | 896      | 792       | 894       | 753   | 1.035 | 696   | 694     | 8.218  |         |         |
| Ханс ван Алпен       | Резултат   | 11,39 | 7,17 | 15,62 ЛРС | 1,98     | 51,42     | НС        |       |       |       |         |        | НЗ      |         |
| Ханс ван Алпен       | Бодови     | 776   | 854  | 828       | 785      | 750       |           |       |       |       |         |        | НЗ      |         |

### Жене
| Атлетичарка      | Дисциплина    | Лични рекорд | Квалификације      | Квалификације      | Полуфинале            | Полуфинале   | Финале                | Финале      | Детаљи |
| Атлетичарка      | Дисциплина    | Лични рекорд | Резултат           | Место              | Резултат              | Место        | Резултат              | Место       | Детаљи |
| ---------------- | ------------- | ------------ | ------------------ | ------------------ | --------------------- | ------------ | --------------------- | ----------- | ------ |
| Оливија Борле    | 200 м         | 22,98        |                    |                    | 23,64                 | 5. у гр. 1   | Нису се квалификовале | 26 / 36     |        |
| Рене Ејкенс      | 800 м         | 2:01,34      | 2:02,76 кв         | 5. у гр. 1         | 2:02,38               | 4. у гр. 1   | Нису се квалификовале | 15 / 32     |        |
| Луиз Картон      | 5.000 м       | 15:23,82     |                    |                    |                       |              | 15:42,79              | 7 / 12      |        |
| Алменш Белете    | 10.000 м      | 31:43,05     | Није завршила трку | Није завршила трку |                       |              |                       |             |        |
| Ан Загре         | 100 м препоне | 12,71        | 13,12 КВ           | 2. у гр. 3         | 12,89 кв, ЛРС         | 2. у гр. 2   | 12,97                 | 5 / 36 (38) |        |
| Nenah De Coninck | 400 м препоне | 56,27        | 57,45 кв           | 3. у гр. 2         | 57,63                 | 6. у гр. 1   | Нису се квалификовале | 21 / 35     |        |
| Axelle Dauwens   | 400 м препоне | 55,56        |                    |                    | 56,62                 | 6. у гр. 6   | Нису се квалификовале | 13 / 35     |        |
| Нафисату Тијам   | Скок увис     | 1,97         | 1,89 кв            | 4. у гр. Б         |                       |              | 1,93                  | 4 / 26      |        |
| Фани Сметс       | Скок мотком   | 4,40         | 4,35               | 9. у гр. А         | Нису се квалификовале | 19 / 23 (24) |                       |             |        |
| Клое Хенри       | Скок мотком   | 4,42         | 4,00               | 11. у гр. Б        | Нису се квалификовале | 23 / 23 (24) |                       |             |        |
| Жолијен Боумкво  | Бацање кугле  | 17,09        | 16,66              | 8. у гр. А         | Нису се квалификовале | 14 / 27      |                       |             |        |